# Carnaval de Binche

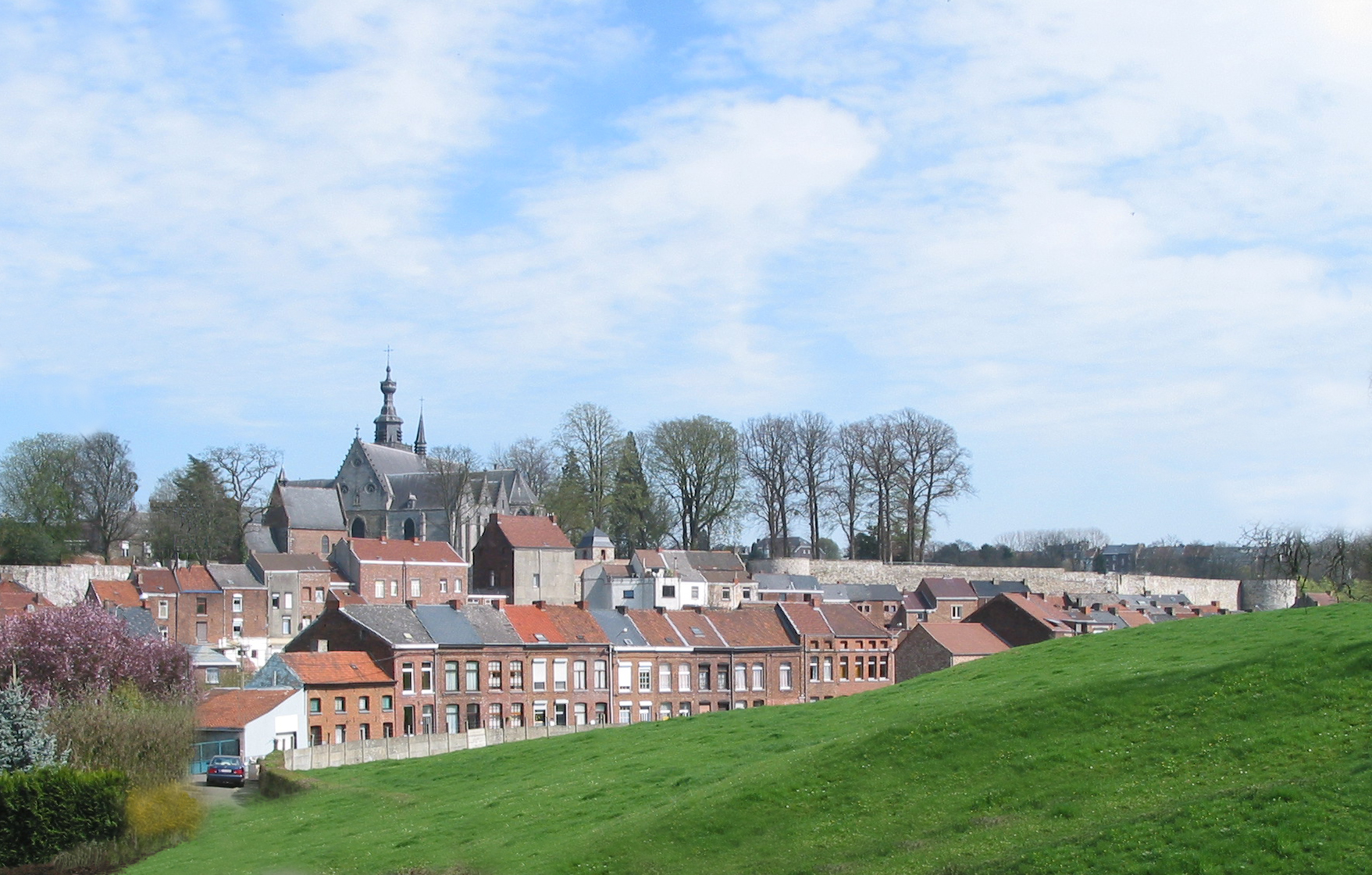
La ciudad de Binche.

El Carnaval de Binche es una fiesta que se celebra cada mes de febrero en la ciudad belga de Binche. Constituye un gran atractivo turístico que atrae anualmente a muchos visitantes, en particular de Francia.

## Historia
El Carnaval de Binche tiene una larga historia, aunque alrededor de esta se han construido muchas leyendas que a menudo deforman su realidad. Su origen parece datar de 1549, pero algunos aseguran que es más viejo basándose en festividades del siglo XV conocidas como Quaresmiaux o Caresmiaux (fiestas cuaresmales).

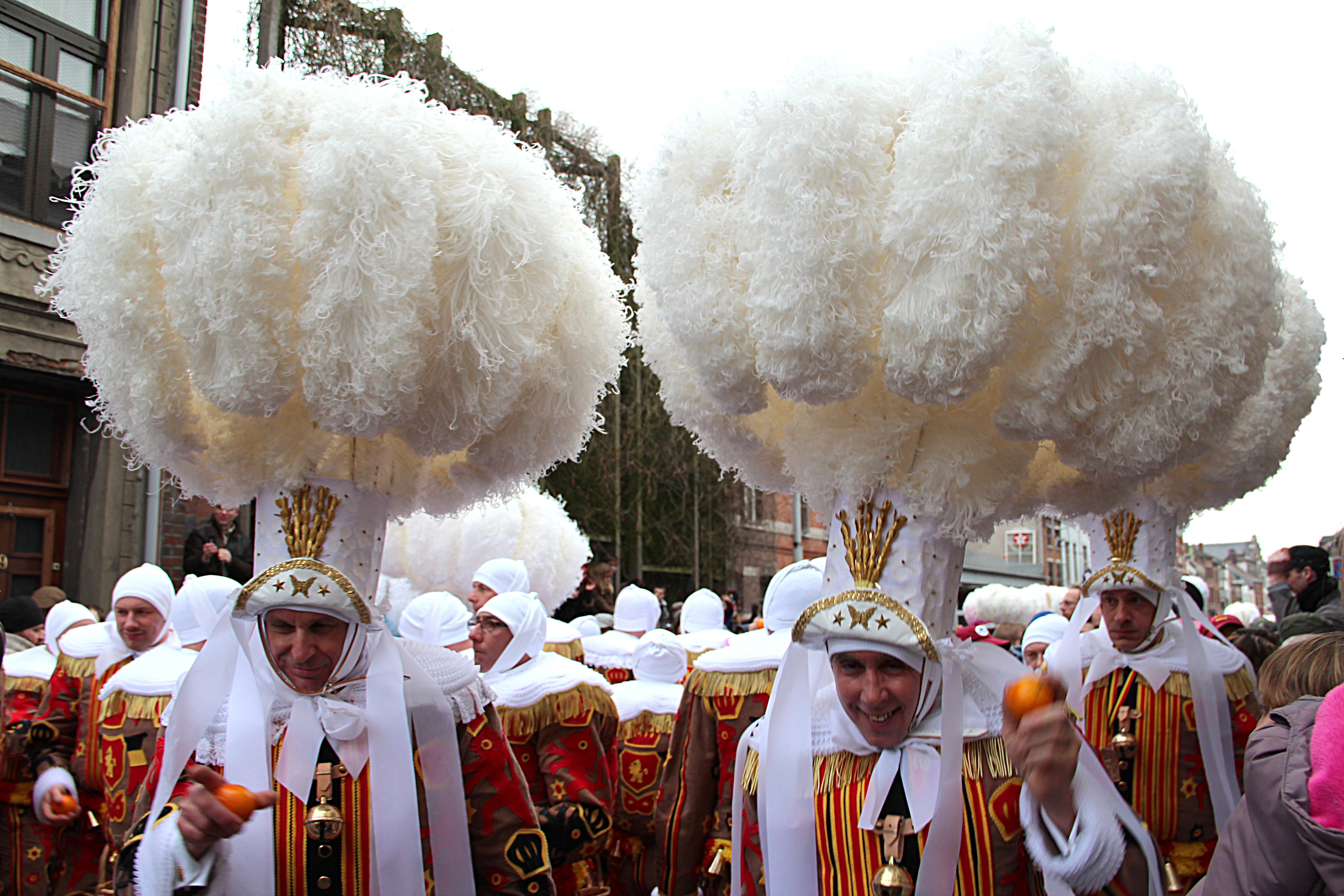
El carnaval «el días grasos»

Los "Gilles de Binche" fueron presentados a la reina de Francia, María Teresa de Austria, esposa de Luis XIV, e hija del rey Felipe IV de España, después de la victoria de Arras, y de la anexión a Francia de las antiguas provincias españolas del norte. Los Gilles personificaron a los indígenas andinos, algo similar se puede encontrar en el folklore boliviano, y sobre todo en Tarija. Los máscaras blancas de los "Gilles" tenían razones estéticas, ya que escondían los rostros "sucios" del pueblo, en su mayoría carboneros.
Los cunchus, con traje largo y sombrero de plumas altas, personificaron guerreros incaicos selváticos, llamados "tobas". Hoy en día, forman grupos del carnaval andino, y también de las procesiones religiosas, tal como la de Virgen de Guadalupe, cada 8 de octubre. Este folclore, se encuentra también en el noreste de Chile, en Calama y San Pedro de Atacama.
En 2003, el Carnaval de Binche fue declarado Obra Maestra del Patrimonio Oral e Intangible de la Humanidad por la Unesco, siendo inscrito en 2008 en la Lista representativa del Patrimonio Cultural Inmaterial de la Humanidad.

## La fiesta
El carnaval se divide en dos partes. La primera se celebra 49 días antes del carnaval propiamente dicho, aunque se la considera también parte del evento. Cada domingo de estas 7 semanas hasta el día de carnaval se hace una ceremonia, baile, acto teatral y algunas preparaciones previas a la gran fiesta. Después hay tres días que son llamados "días grasos"